# Bondknausane
Die Bondknausane (norwegisch) sind teilweise vereiste und verschneite Felsvorsprünge im ostantarktischen Königin-Maud-Land. Im Gebirge Sør Rondane ragen sie südwestlich der Bond Peaks auf.
Wissenschaftler des Norwegischen Polarinstituts benannten sie 1988 in Anlehnung an die Benennung der Bond Peaks. Deren Namensgeber ist Charles Alonzo Bond (1904–1989), Kommandeur der Westgruppe bei der US-amerikanischen Operation Highjump (1946–1947).